# Anquessenpepi IV
Anquessenpepi IV (Ankhesenpepi) foi rainha do Egito, esposa do faraó Pepi II (r. 2278–2284 a.C.) da VI dinastia (2345–2181 a.C.). Era mãe de Neferquerés II. Foi sepultada em Sacará. Aparentemente, não havia recursos apropriados para um enterro, já que ela não tinha uma pirâmide construída para ela. Seu sarcófago, feito de pedra reutilizada, foi achado num depósito do templo mortuário da rainha Ipute II.
Seus títulos eram: Mãe do Rei de Anquedjede Neferquerés (mwt-niswt-‘nkh-djd-nfr-k3-r’), Mãe do Rei Dual (mwt-niswt-biti), Mãe do Rei dos Homens-anque-Neferquerés (ḥmt-niswt-mn-‘nḫ-nfr-k3-r’), Mãe do Rei, sua amada (ḥmt-niswt mryt.f), Filha do Deus (z3t-nṯr-tw).